# あらいなおこ
あらい なおこは、日本のハーモニカ奏者。

## 来歴
京都府出身。幼少時より父親にハーモニカを習う。1985年佛教大学入学時より同大学の音楽サークル「ミュージックフリーダム　クレア」に所属。1993年ドイツでの第4回ワールドハーモニカチャンピオンシップスで優勝。1995年横浜での第5回ワールドハーモニカチャンピオンシップスで優勝。現在はユニットでのツアーを始めとして、様々な場所での演奏活動を行っている。2006年11月にソロアルバム「開演」発売。